# Martigny-Combe
Martigny-Combe é uma comuna da Suíça, situada no distrito de Martigny, no cantão de Valais. Tem 37,7 km² de área e sua população em 2018 foi estimada em 2.314 habitantes.